# Шумейко, Прокоп
Прокоп Шумейко (около 1570 — 10 июля 1651) — сподвижник гетмана Богдана Хмельницкого, нежинский полковник (1649—1650, 1651).

## Жизнеописание
Родился в шляхетской семье возле Остра на Черниговщине. Рано стал казаком. В январе 1648 года отряды Шумейко ведут бои под Лоевом, вместе с Максимом Нестеренко и Иваном Богуном берёт крепость Кодак. Шумейко стал одним из лидеров антигетманской оппозиции, за что в 1650 году Хмельницкий назначает покорного Лукьяна Сухиню на его место.
В 1651 году снова назначен полковником. Погиб в Берестецкой битве, но, согласно другим данным, был ещё живым в конце 1651 года.
Его сын Иван Шумейко — моровский сотник.
История казацко-старшинской семьи Шумейко тесно связано с историей Нежинского полка и Нежинским полковником Прокопом Шумейко — соратником и оппонентом Богдана Хмельницкого. Его сын Иван Прокопович Шумейко упоминается в 1649 году как шляхтич герба Полота (изменённого), полковой старшина нежинского полка, моровский сотник киевского полка (1673, 1679—1682).
Исследуется[кем?] связь любецкой ветви семьи Шумейко с родом любецкой шляхты Игнатовичей, представителем которой (согласно В.В,Кривошее) был Демьян Игнатович (Многогрешный), который в 1668 году был избран гетманом. Демьян имел братьев: Василия, Савву и Зиновия. Брат Василий Игнатович связан с фамилией Шумейко (общие корни). Если связать родственными связями Прокопа Шумейко, Игната Шумейко и Василия Шума из реестра 1649 г. с веткой Игнатовичей (фамилия по родительскому имени) имея в виду клановость казацкой старшины и общий географический ареал (Чернигов, Нежин, Стародуб, Любич), загорится очень интересная гипотеза о совместном родовые корни, которая требует дальнейшего документального подтверждения.

## Память
23 ноября 2018 года в честь Прокопа Шумейко в его родном селе на Стене Героев была установлена памятная доска,.